# Ю Байвэй
Ю Байвэй (кит. 于柏巍; род. 17 июля 1988, Харбин) — китайская хоккейная защитница, игрок клуба «Шэньчжэнь КРС». В составе сборной Китая дважды выступала на Олимпийских играх (2010, 2022), трижды становилась призёром Азиатских игр (2007, 2011, 2017).

## Карьера

### В клубах
Начала заниматься хоккеем с шайбой в девять лет. С 2005 по 2007 годы выступала в составе сборной Китая выступала в клубном чемпионате Финляндии. С 2017 по 2019 годы выступала в канадской хоккейной лиге CWHL за китайскую команду «Шэньчжэнь КРС Ванке Рэйз» и стала первой китаянкой, забросившей шайбу в лиге. После закрытия лиги в 2019 году подписала контракт с командой NWHL «Миннесота Уайткэпс», но не провела за неё ни одного официального матча. С 2021 года выступает за «Шэньчжэнь КРС»: сезоны 2021/22 и 2022/23 команда провела в ЖХЛ, после чего перешла в китайскую WCIHL.

### В сборной
Дебютировала в составе сборной на домашних Азиатских играх 2007 года в Чанчуне, где китаянки завоевли «бронзу». В дальнейшем Ю брала ещё одну «бронзу» на Азиатских играх 2011 года в Астане и «серебро» на Азиатских играх 2017 года в Саппоро. Также на счету спортсменки «золото» (2014) и два «серебра» (2011, 2012) Азиатского кубка вызова, а также «серебро» чемпионата Азии 2025 года.
На Олимпийских играх оба раза становилась со своей командой предпоследней в итоговой таблице: седьмое место в 2010 году в Ванкувере и девятое в 2022 году в Пекине. Четырежды участвовала в главном дивизионе чемпионата мира (2007, 2008, 2009, 2024), а в группе B первого дивизиона чемпионата мира 2015 года она стала лидером по набранным очкам и заброшенным шайбам среди защитниц.
На домашней Универсиаде 2009 года, прошедшей в Харбине стала серебряным призёром.